# عمل مؤقت
العمل المؤقت (بالإنجليزية: Contingent work)‏، ويعرف أحيانًا باسم العمل الموسمي، وهو تعبير مستحدث يصف نوعًا من علاقة العمل بين موظف وصاحب العمل. ولا يوجد إجماع متفق عليه دوليًا حول طبيعة تصنيف العمل المؤقت، ولكنه بصفة عامة يعتبر العمل الذي يحتوي على الأقل إحدى الخصائص التالية:
- مؤقت أو بدون تأمين وظيفي
- دوام جزئي
- أن يكون الراتب قائمًا على نسبة معينة من إنتاج العمل بغض النظر عن وقت العمل

وهناك نقاش حول ماإذا كان يمكن وصف الشخص الذي يعمل مؤقتًا كشخص "لديه عمل"، لكن عادة العمل المؤقت لا يعتبر وظيفة أو جزءًا من وظيفة. ومن ملامح العمل المؤقت أنه لا يقدم فرصة أو فرصة صغيرة لـلترقي الوظيفي.
وإذا كان العمل بـدوام كامل ودائم ويدفع راتبًا منتظمًا أو أجرًا ثابتًا لساعات عمل منتظمة، فلا يعتبر عادة عملاً مؤقتًا.
والعمل المؤقت ليس مصطلحًا سلبيًا تمامًا كما يقول المعلقون الذين يستخدمون تلك الجملة بصفة عامة للتعبير عن مشكلة اجتماعية. ووكالات التوظيف ووسائل إعلام الإعلانات المبوبة هم أكثر من يستخدمون عبارة العمل الموسمي خصيصًا لجذب الطلاب الجامعيين الذين يريدون جني بعض المال خلال الإجازة الصيفية ولكن من لن يعتبر هذا العمل جزءًا من حياة مهنية طويلة الأجل. يعتبر كل العمل الموسمي عملاً مؤقتًا، ولكن ليس كل العمل المؤقت عملاً موسميًا. وخصوصًا العمل بدوام جزئي أو العمل بالمنظمات التي لديها تبديل وتغيير الموظفين بمعدلات عالية، يجوز اعتبارهم عمالة مؤقتة وليس عمالة موسمية.

## الثورة الصناعية
مفهوم ما يعتبر الآن عملاً حيث كان نادرًا ما يشارك الشخص في العمل لعدد ساعات معين قبل الثورة الصناعية. وقبل ذلك، كان العمل المنتظم سائدًا فقط في الزراعة. وغالبًا ما يعمل عمال النسيج من المنزل حيث يشترون القطن الخام من التاجر ثم يغزلونه و ينسجونه ليصبح قماشًا كل ذلك في المنزل، قبل بيعه.
وفي السبعينيات، بدأ ظهور مصانع القطن في لانكشاير وإنجلترا واستخدمت اختراع ريتشارد أركرايت وهو غزل جيني ويمده الناعور بالطاقة، وغالبًا ما كان العمال يعملون لمدة 12 ساعة بالتناوب لمدة ستة أيام أسبوعيًا. وبالرغم من ذلك، استمر دفع الأجر لهم بنسبة معينة قائمة على إنتاج العمل ويتم خصم غرامات من أجورهم عن الأضرار التي تلحق بـالآلات. ويستطيع أصحاب العمل توظيف وفصل الكثيرين كما يحلو لهم وإذا تظلم أي عامل من ذلك، فليس لديه الكثير ليفعله حيال ذلك.

## الحركة النقابية
لم يكن في استطاعة العمال الأفراد مواجهة استغلال أصحاب العمل. ومع ذلك، أدرك جميع العمال أن مطالبهم واحدة، كما أدركوا فوائد ومميزات المفاوضات الجماعية، وأدى ذلك إلى تشكيل أول نقابة عمالية. وكلما زاد حجم النقابة العمالي، ازدادت دائرة نفوذهم وبدأت تُشكل مجموعة سياسي ضغط وأدى ذلك إلى سن قانون العمل والذي يعد الآن أمرًا مفروغًا منه.

## تراجع الصناعة في القرن العشرين
تراجعت الصناعة في القرن العشرين في العالم الغربي. ونقل العديد من المنظمات الصناعية التي تحتاج عددًا كبيرًا من الموظفين مصانعها إلى الدول النامية. ونتيجة لذلك، عندما يقومون بـتعيين موظفين في أوروبا أو أمريكا الشمالية، فإنهم يحتاجون عادةً إلى القدرة على فصلهم بسرعة وإبقاء التكاليف منخفضة قدر المستطاع كي تظل قادرة على المنافسة. ونتيجة لذلك، قد يبحث أصحاب العمل عن ثغرات في قانون العمل أو طرق لجذب الموظفين بطريقة تمكنهم من التحايل على قانون العمل، مما أدى إلى تأسيس ما يعرف الآن باسم العمل المؤقت.

## العمل المؤقت في الثقافة
كثيرًا ما يشار إلى العمل المؤقت بـماكجوب، وأصبح هذا المصطلح شائعًا بعد رواية دوغلاس كوبلاند الجيل العاشر: حكايات للثقافة المتسارعة، وتنطلق الرواية من فكرة أن الوظائف في ماكدونالدز ومطاعم الوجبات السريعة الأخرى وشركات البيع بالتجزئة غير آمنة كما أن التوظيف والفصل بها سريع مثله مثل الطعام.

## الانتقادات الموجهة للمفهوم
يقول النقاد أن هذا العمل غير عادل وذلك لتشويه صورة جميع وكالات التوظيف بصبغة العمل المؤقت. ويقول البعض إن أنماط العمل المؤقت مثل العمل للحساب الخاص والاستشارات والعمل عن بعد يمكن أن تحقق فوائد وأهداف المرونة ليس فقط لأصحاب العمل ولكن أيضًا للموظفين، ويمكن تحسين التوازن بين العمل والحياة، كما يمكن أن تسهل على الموظفين إدارة مسؤولياتهم العائلية. ومع ذلك، فثمة من يقول بأن هذة الفوائد تتحقق فقط في وظائف الطبقة المتوسطة والتي عوائق الدخول بها مرتفعة جدا بالنسبة لمعظم العمال ذوي الأرباح الأقل من المتوسط.

## كتابات أخرى
- Contingent Work: American Employment Relations in Transition, edited by Kathleen Barker and Kathleen Christensen